# Burkin
Burkin (arab. برقين) – palestyńskie miasto położone w muhafazie Dżanin, w Autonomii Palestyńskiej, znane z jednego z najstarszych istniejących kościołów na świecie (kościół św. Grzegorza), według tradycji ufundowanego w IV wieku n.e. przez świętą Helenę w miejscu uzdrowienia 10 trędowatych przez Jezusa.

## Położenie
Miasto Burkin jest położone w południowej części doliny Jezreel, w odległości 5 kilometrów na południowy zachód od miasta Dżanin.
Według danych z 2007 do miasta należały ziemie o powierzchni 19 447 ha. W mieście mieszka 6062 mieszkańców.
| własność gruntów | powierzchnia gruntów (hektary) |
| ---------------- | ------------------------------ |
| Arabowie         | 18 774                         |
| Żydzi            | 0                              |
| publiczne        | 673                            |
| Razem            | 19 447                         |

| Rodzaj użytkowanych gruntów | hektary |
| --------------------------- | ------- |
| uprawy nawadniane           | 3902    |
| uprawy zbóż                 | 11 219  |
| nieużytki                   | 4290    |
| zabudowane                  | 36      |